# 애니 머피
애니 머피(Annie Murphy, 1986년 12월 19일 ~ )는 캐나다의 배우이다.

## 출연 작품
- 픽쳐 디스 (2008)
- 핑거네일 (2023) - 나타샤 역
- 틴에이지 크라켄 루비 (2023) - 첼시 반 데르 지 역 (목소리)